# کودکان (فیلم ۲۰۱۱)
«کودکان» (انگلیسی: Children (2011 film)) فیلمی در ژانر درام و جنایی است که در سال ۲۰۱۱ منتشر شد.